# 위대한 운동장 - SKY 머슬
《위대한 운동장 - SKY 머슬》는 대한민국의 JTBC에서 2019년 2월 23일부터 2019년 3월 16일까지 방영된 텔레비전 프로그램이다.

## 개요
당신의 위대함을 깨워줄 운동 특별전담반! 스포츠를 통해 자기 신체능력의 한계를 극복하고 주체적인 삶을 사는 오늘날의 여자,남자들을 응원하고자 기획된 jtbc의 신규 프로그램.

## 출연자
A조
- 유세윤
- 박나래

B조
- 엠버
- 은서

C조
- 권혁수
- 주이

트레이너
- 양치승

머슬요정
- 장성규

## 방영 목록

### 2019년
| 회차 | 방송일   | 종목   | 운동 마스터 | 참가자                 |
| ---- | -------- | ------ | ----------- | ---------------------- |
| 1회  | 2월 23일 | 수영   | 박태환      | 조희서, 이나린, 권민정 |
| 2회  | 3월 2일  | 주짓수 | 이희진      |                        |
| 3회  | 3월 9일  | 볼링   | 한벌        |                        |
| 4회  | 3월 16일 | 복싱   | 최현미      |                        |

## 시청률
최저 시청률과 최고 시청률은 시청률 조사회사와 지역별로 시청률에 차이가 있을 수 있습니다.
| 회차 | 방송일   | 시청률         | 시청률 |
| 회차 | 방송일   | AGB 닐슨(전국) |        |
| ---- | -------- | -------------- | ------ |
| 1회  | 2월 23일 | 1.3%           |        |
| 2회  | 3월 2일  | 0.5%           |        |
| 3회  | 3월 9일  | 0.6%           |        |
| 4회  | 3월 16일 |                |        |

## 제작진
- 기획 오윤환
- 연출 정승일, 김정훈, 권예솔, 황교순, 서보경, 김영현, 하지영
- 작가 강영미, 민동숙, 주리라, 정시윤, 유혜진, 임동민, 최진희